# NGC 1980
NGC 1980 је расејано јато са емисионом маглином у сазвежђу Орион које се налази на NGC листи објеката дубоког неба.
Деклинација објекта је - 5° 54' 54" а ректасцензија 5h 35m 25,0s. Привидна величина (магнитуда) објекта NGC 1980 износи 11,8. NGC 1980 је још познат и под ознакама OCL 529, LBN 977, around Iota Ori.